# أليكس لوس
أليكس لوس (بالإنجليزية: Alex Lowes)‏ مواليد 14 سبتمبر 1990 في لنكن، إنجلترا، هو متسابق دراجات نارية بريطاني. نافس في سباقات بطولة العالم لفئة 125 سي سي. كما شارك في بطولة العالم للسوبربايك وبطولة العالم للسوبرسبورت.

## وصلات خارجية
- أليكس لوس على موقع MotoGP.com (الإنجليزية)
- أليكس لوس على موقع WorldSBK.com (الإنجليزية)
- أليكس لوس على موقع AS.com (الإسبانية)

- الموقع الإلكتروني